# LotusFlow3r Tour
Tournées par Prince
Earth Tour
(2007) 20Ten Tour
(2010)
LotusFlow3r Tour est une semi-tournée de Prince faite dans le courant de l'année 2009 pour promouvoir LotusFlow3r un album 3CD. 

## Histoire
Une semi-tournée en raison du faible nombre de concerts pour tellement de temps. Les 3 CD de l'album sont en fait sortis un après l'autre, ce pourquoi il y a tant d'espaces entre les concerts. Les concerts de Montreux sont réalisés dans le cadre du festival du Jazz. On considère ces concerts comme une tournée car ce sont presque les seuls en 2009. Ces concerts contiennent chacun beaucoup d'inédit, de LotusFlow3rs surtout ce qui est assez rare pour la période. Les Hits sont pour la plupart réarrangés voire réécrits comme bon exemple Little Red Corvette dont la résonance que procure la guitare de Prince donne au morceau la perfection. La New Power Generation atteint un niveau musical impressionnant qui joue également dans la qualité des morceaux. 
C'est la deuxième fois que Prince accepta de se présenter au festival de Jazz de Montreux où il fera deux concerts dans la même soirée. Rediffusé sur plusieurs chaines ensuite.

## Groupe
- Prince : Chant et guitare
- Cora Coleman Dunham : Batterie
- Joshua Dunham : Basse
- Morris Hayes : Clavier
- Renato Neto : Clavier
- Shelby Johnson : Chœurs
- Elisa Dease : Chœurs
- Liv Warfield : Chœurs

## Liste des chansons
La liste des chansons interprétées étaient différentes à chaque fois mais se rapprochait toujours de celle-ci :
1. "When I Lay My Hands On U"
2. Spanish Castle Magic
3. "When You Were Mine"
4. Little Red Corvette
5. "Shhh"
6. "Somewhere Here On Earth"
7. "I Love U But I Don't Trust U Anymore"
8. "She Spoke 2 Me"
9. "Love Like Jazz"
10. All This Love
11. "Emply Room"
12. "Elixer"
13. "In A Large Room With No Light"

Rappel :
1. "Crimson 6 Clover"
2. "Dreamer (chanson de Prince)|Dreamer"
3. "Insatiable"
4. "Scandalous"
5. "The Beautiful Ones"
6. Nothing Compares 2 U
7. "All The Critics Love U In New York"
8. Purple Rain

## Dates des concerts
| #  | Date            | Ville       | Pays       | Salle                                       | Audience |
| -- | --------------- | ----------- | ---------- | ------------------------------------------- | -------- |
| 1  | 31 janvier 2009 | Hollywood   | États-Unis | Prince's House 3121                         | 30       |
| 2  | 22 février 2009 | Hollywood   | États-Unis | Bardot at Avalon Hollywood                  | 400      |
| 3  | 28 février 2009 | Los Angeles | États-Unis | The Conga Room at Nokia Center              | 1 150    |
| 4  | 28 mars 2009    | Los Angeles | États-Unis | The Conga Room at Nokia Center              | 1 150    |
| 5  | 28 mars 2009    | Los Angeles | États-Unis | Club Nokia At L.A. LIVE                     | 2 400    |
| 6  | 18 juillet 2009 | Montreux    | Suisse     | Auditorium Stravinski                       | 3 900    |
| 7  | 18 juillet 2009 | Montreux    | Suisse     | Auditorium Stravinski                       | 3 900    |
| 8  | 13 août 2009    | Monaco      | Monaco     | Salle Garnier                               | 524      |
| 9  | 13 août 2009    | Monaco      | Monaco     | Salle Garnier                               | 524      |
| 10 | 16 août 2009    | Monaco      | Monaco     | Sporting Club Monte Carlo Salle des Etoiles | 850      |
| 11 | 11 octobre 2009 | Paris       | France     | Nef du Grand Palais                         | 5 500    |
| 12 | 11 octobre 2009 | Paris       | France     | Nef du Grand Palais                         | 5 500    |
| 13 | 12 octobre 2009 | Paris       | France     | La Cigale                                   | 500      |
| 14 | 24 octobre 2009 | Minneapolis | États-Unis | Paisley Park                                | 1 000    |

## Sources
- http://www.prince-live.com/konzert/konzert.php?tour_id=30&tour_name=LotusFlow3r%20Tour%20%5B2009%5D
- http://fr.ioffer.com/i/prince-live-2009-08-13-4-cd-r-s-196318838
- http://fr.ioffer.com/i/prince-2009-07-18-live-in-montreux-show-s-i-ii-196319206